# 日本振興銀行
日本振興銀行株式会社（にほんしんこうぎんこう、Incubator Bank of Japan, Limited）は、かつて存在した日本の銀行。
2003年（平成15年）に設立され、2004年（平成16年）開業、2010年（平成22年）9月10日に自力再建を断念し、金融庁に破綻申請と東京地方裁判所に民事再生法を申請し、経営破綻した。
2012年（平成24年）9月10日付で法人解散・清算会社となり、商号も日本振興清算株式会社（にほんしんこうせいさん）に変更され、2017年（平成29年）5月2日に清算が結了し、法人格が消滅した。

## 概要
中小企業向けの融資、一般顧客の定期預金専門の銀行で、金融庁の分類では、「新たな形態の銀行等」として位置付けられていた。都市銀行と同じく、金融庁長官の監督を受ける、いわゆる本庁直轄銀行であった。
既存の商業銀行等による低金利貸出市場と、貸金業者（ノンバンク）による高金利貸出市場との中間領域として、ミドルリスク・ミドルリターンの新たな貸出市場ビジネスモデルを目指した。融資手法として、スコアリング融資などの採用を理念とした。
当初は、東京都、神奈川県、埼玉県、千葉県の中小企業を対象に無担保で第三者保証不要の融資を主に手掛けたが、従来の銀行と商工ローンの中間の年利5 - 15パーセント程度と、一般の銀行に比べて高利であった。
全国銀行協会に準会員として加盟しているが、日本国内に本店を置く多くの預金取扱金融機関が保有する、日銀の当座預金である準備預金制度を開設しておらず、日銀ネットに接続していない。決済性預金である当座預金・普通預金を扱わず、全銀システムに非加盟である。日銀当座を通じた資金調達は事実上不能で、インターバンク市場に参加していなかった。預金獲得と銀行株式の増資・出資で資金・資本を調達し、貸出金の利息収入などで収益を得るビジネスモデルとなった。

## 沿革

### 設立経緯
2003年（平成15年）2月12日、東京青年会議所（東京JC）が第一ホテル東京で開催した例会で、パネリスト木村剛が「20億円集めれば銀行をすぐに作れる。」と発言したことをきっかけに、東京JC入会希望者として出席していた消費者金融の資金元である卸金融を手がけていたノンバンク「オレガ」の落合伸治が20億円用意し、木村がアドバイスする形で、「中小新興企業融資企画株式会社」を設立して銀行設立準備に入った。2003年度東京JC理事長の平将明も銀行設立計画に賛同し、JC会員約90人から1億円が集められた。同年8月20日に予備免許申請が金融庁に受理され、同日夕刻、落合、木村、平の3人が「日本振興銀行設立」記者会見を行った。以降、新聞や雑誌など多くのメディアで「東京JCが新銀行をつくる」と事実に反する報道がされ、東京JC事務局にはOBからの苦情や一般からの問合せが殺到した。2日後の8月22日、平は「公益法人は営利企業の設立はできない。個人の立場で記者会見に臨んだ」と東京JCメールマガジンを通じて見解を明らかにした。
東京都千代田区のみずほ銀行大手町支店跡地大手町ビルで2004年（平成16年）4月21日に開業した。
設立資金20億円出資者の設立発起人で社長に就任していた落合は、木村や平を含む役員らに銀行役員を解任され、木村を告発するなど混乱が続いた。

### 経営破綻
2010年（平成22年）6月7日から一部業務停止命令を受け、7月に検査妨害の疑いで元役員が逮捕されたこともあり、定期預金の引き出しが続き、資産状況が悪化。9月の中間決算で1804億円の債務超過となる見込みとなったことから、9月10日午前6時から臨時取締役会を開催し、内閣総理大臣（金融庁）に対して預金保険法第74条第5項に該当する金融整理管財人による管理が必要な事態である旨の申し出を行うことを決議した。これを受けて同日、申し出を行い、金融庁が同行に対して金融整理管財人による業務財産管理命令、預金保険機構を金融整理管財人に選任、同日から3日間の業務停止命令を出した。振興銀は、同日中に東京地方裁判所に民事再生手続開始の申立てを行い、設立から6年余りで経営破綻した。日本の銀行破綻としては、創業前の2003年（平成15年）11月末に生じた足利銀行以降、およそ6年10か月ぶりであった。
政府と預金保険機構は、預金保険法に基づき、預金の払い戻し保証額を元本1000万円とその利子までとする定額保護、いわゆる「ペイオフ」を1971年（昭和46年）の制度創設後初めて発動。振興銀はペイオフを意識した預金の募集を行っており、5800億円程の預金のほとんどがペイオフ限度以下の預金で、ペイオフ限度超の預金を保有していたのは預金者の3%にあたる3560人でそのカット対象となる預金は120億円程度にとどまった。当局者は預金保険制度を悪用したモラル・ハザードであると問題視していた。その一方で、老後のマンション購入資金の貯蓄用途にと4000万円余りを預金し、破綻翌日に店舗に出向き、報道機関の取材を受けた個人も存在していた。
第二日本承継銀行は同日、合併の基本合意を締結し、破綻から8か月後を目処に事業譲渡を行うこととした。当面は金融整理管財人の元で営業を続け新規の預金および自動継続を受け付けるが利子は主要金融機関の利子を参考にしたものを適用し、保護対象の既存の預金に関しては事業譲渡以前に満期が来るものについては満期利率および中途解約利率がそのまま適用され、満期が事業譲渡以降になるものに関しては事業譲渡の際に同意書が送られ同意するものに付いては事業譲渡以前までの利率とその後定められる満期利率が適用され、同意しない旨を伝えられた預金については、約定利率を破綻日まで適用した利息が払い戻される。
負債額は2010年（平成22年）3月末で約6194億7100万円。
9月13日以降の当面の営業店舗は、同年9月1日以降も営業時間を短縮しなかった店舗に限定され、それ以外の店舗は、それ以前に統合が予定されていた店舗を除き9月21日と27日に分けて再開することとなった。
当時の金融担当大臣・竹中平蔵は本件についての取材拒否を声明しているが、自見庄三郎・担当大臣は「道義的責任は免れない」と評している。2011年（平成23年）8月には、行政の対応が適切だったかを検証する第三者委員会「日本振興銀行に対する行政対応等検証委員会」が、“銀行免許を付与すべきではなかった”とする報告書をまとめた。

### 清算過程
2010年（平成22年）12月7日に概算払の払い戻し率が決定され保護対象外の預金額のうち25%の金額が払い戻されることとなった。債権回収の結果、概算払い以上の金額が回収された場合は清算払として追加して戻って来ることになっている。
資産の劣化を防ぐ観点から最終承継先への早期の売却を進める方針であり、2011年（平成23年）4月25日、一部が第二日本承継銀行に事業譲渡された。振興銀には承継銀行に事業譲渡するに適格でない不良債権等および、概算払後のペイオフ限度超の預金等の債務が残された。債権は整理回収機構等に譲渡され、債務は民事再生手続きで弁済されることとなる。店舗については、同日付で26店舗に集約して譲渡し、27店舗体制（当社本店窓口は、事業譲渡対象とならない部分はそのまま営業するが、譲渡対象となる取引分については、併設された第二日本承継銀行神田営業部として営業）で第二日本承継銀行による業務が開始されている。第二日本承継銀行への譲渡対象とならなかった部分は、すべて本店へ集約されている。
その後、日本振興銀行の再生計画案が2011年（平成23年）7月27日に提出され、当初第一回目の保護されなかった預金の弁済率を27%としていたが、同10月25日に、弁済率は39%に引き上げられた。第二日本承継銀行は同12月26日株式19.8億円、貸付資産の一部を5億円でイオン銀行に売却され、イオンコミュニティ銀行となった。
2014年（平成26年）9月30日以降、第二回弁済として19%の弁済を行った。これで保護されなかった預金の弁済率は58%となった。
2016年（平成28年）9月20日以降、全資産の換価が終了したことに伴い第三回弁済(最終)として2.95686%の弁済を行い、これで保護されなかった預金の弁済率は60.95686%と確定した。
2017年（平成29年）5月2日に臨時株主総会を開き清算の結了が了承され、法人格が消滅した。

### 年表
- 2003年（平成15年）

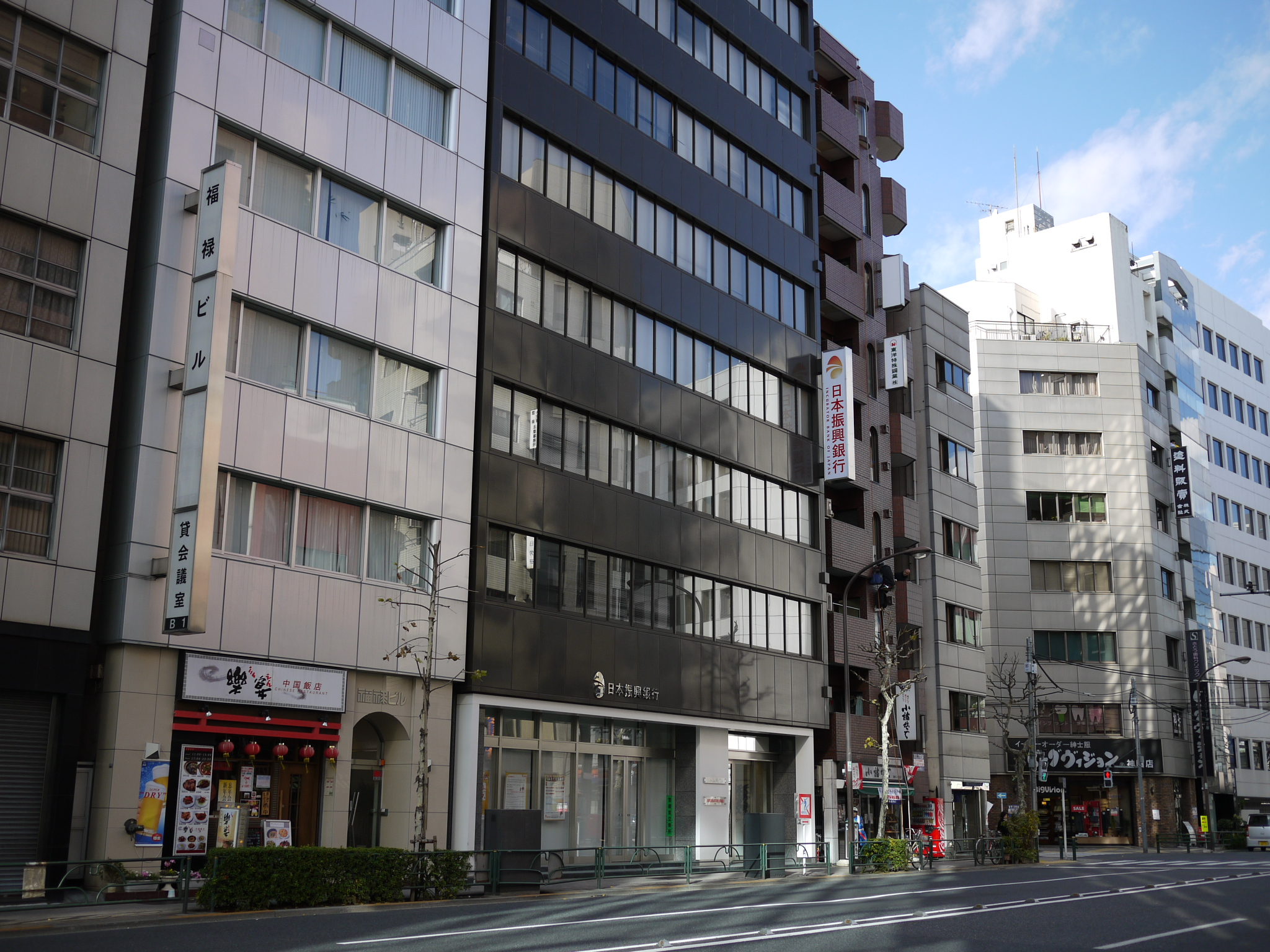
旧・本店 (中央の黒いビル)。現在は、イオン銀行本店法人営業部（イオン銀行本店とは別組織）として使用されている。

  - 4月 - 落合伸治が準備企画会社「中小新興企業融資企画株式会社」を設立し社長に就任
  - 8月20日 - 銀行免許の予備申請
  - 10月31日 - 予備申請認可
- 2004年（平成16年）
  - 3月15日 - 金融庁に対し本免許申請。29日後の4月13日に交付される。所管する金融担当大臣は木村と昵懇にしている竹中平蔵。
  - 4月21日 - 開業
- 2005年（平成17年）
  - 1月1日 - 取締役の辞任が相次ぐ中、創業メンバーで、取締役会議長（社外取締役）の木村剛が社長に就任。その後、旧DKB出身の社外取締役・小畠晴喜が取締役会議長に就任
  - 6月28日 - 英文社名を、 "Nippon Shinko Bank, Limited" から "Incubator Bank of Japan, Limited" に変更。木村が会長に、旧協和銀行出身の上村昌史が社長に就任
- 2008年（平成20年）
  - 3月 -　営業利益、経常利益が黒字化と発表
  - 9月 - SFCG（旧・商工ファンド）より多額の貸付債権の二重譲渡を受けていたことが判明
- 2009年（平成21年）6月 - 上村が副会長に、旧・DKB出身の西野達也が社長に就任
- 2010年（平成22年）
  - 4月30日 - 金融庁より銀行法に基づく報告命令を受ける
  - 5月10日 - 木村、取締役会長を辞任
  - 5月27日 - 金融庁より行政処分を受ける。これに伴い、社内取締役は執行役のみの肩書きとなり、取締役のすべてが社外からの起用となる。後に、2日前の25日に武富士の債権を「富士クレジット」を迂回させ「譲渡担保」として譲受していたことが明らかになっている（12月に判明[24]）。
  - 7月14日
    - 西野、専務の山口博之と関本信洋、および木村ら元・役員2名の計5名が、銀行法第63条違反（第25条に基づく検査の忌避）容疑で逮捕
    - 西野らを解任し、後任として西野と同じく旧DKB出身で社外取締役の小畠晴喜取締役会議長が代表執行役社長に就任

  - 7月31日 - 社外取締役の赤坂俊哉（弁護士、当時51歳）が東京都目黒区の自宅で死亡。銀行側は死因は心筋梗塞であると主張、警察当局の自殺とする発表に真っ向から対立[25]。
  - 8月23日 - 執行役の解任や小畠の社長就任に伴う役員補充を実施。これに伴い、小畠の取締役会議長職の兼務を解き、社外取締役の森重榮が同議長に就任。2010年（平成22年）9月11日の千葉店。入口に告知文が貼ってある。のち閉店し、眼鏡店に改装。

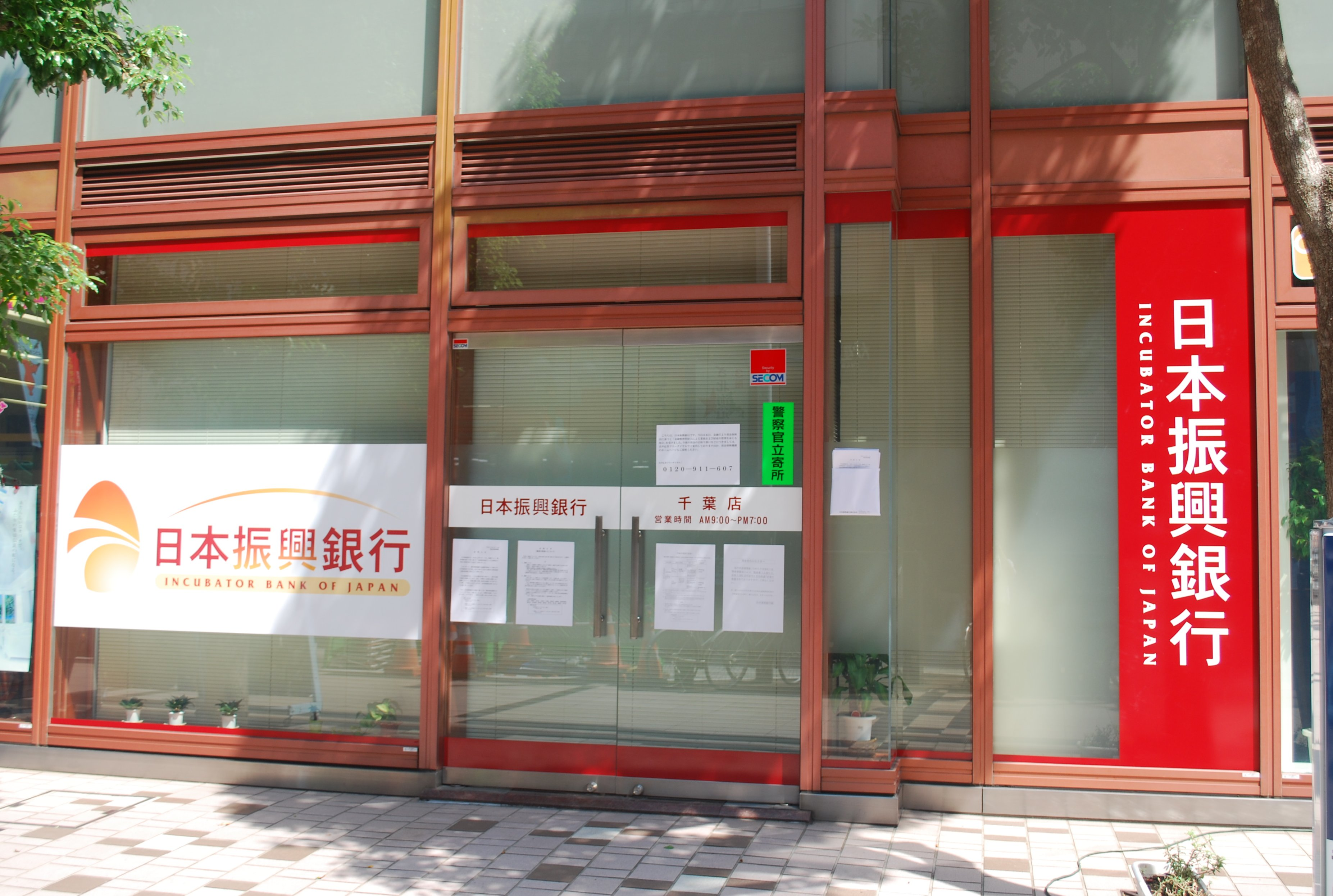
2010年（平成22年）9月11日の千葉店。入口に告知文が貼ってある。のち閉店し、眼鏡店に改装。

  - 9月10日 - 金融庁に対して預金保険法に基づく破綻処理の申出を行い、引き続いて行った東京地方裁判所に対する民事再生手続開始の申立て等により、破綻処理が開始される。
  - 12月27日 - 東京地方裁判所による代替許可決定で小畠ら取締役全員を解任（小畠の社長職も解任となったが、代表執行役職は後述のように継続していた）。同日、宮内憲悟SMBCファイナンスサービス代表取締役会長ら3人が社外取締役に就任[26][27]。
- 2011年（平成23年）
  - 1月13日 - 小畠を代表執行役職からも解任し、後任の代表執行役社長に弓削裕専務執行役が昇格。ただし、取締役は兼任しない。
  - 2月14日 - 振興銀と西野、山口、関本に対し東京地裁で銀行法違反事件の判決言い渡し。懲役6月執行猶予3年、振興銀には罰金700万円。
  - 4月24日 - すべての執行役が辞職し、当社顧問で、元・整理回収機構執行役員の藤原繁朗が新たに代表執行役社長に就任。辞職した弓削代表執行役社長は、翌日付で第二日本承継銀行の取締役に転出。
  - 4月25日 - 第二日本承継銀行に一部事業と26店舗(本店を含む)を譲渡。当社本店窓口は、事業譲渡対象分にかかわる部分については第二日本承継銀行神田営業部となったが、対象外の業務を手がける唯一の拠点として存続。
  - 8月23日 - SFCGの信用状況を適切に把握する義務を怠り資産を流出させたとして、整理回収機構が、木村会長当時の経営陣7人（のちに社長となった小畠を含む）に対し、50億円の損害賠償を求める民事訴訟を提起した[28]。
  - 9月23日 - イオン銀行が日本振興銀行を買収すると一部の新聞などが報じる[29]。しかし、イオン銀行は「現時点ではその事実はない」とこれを否定している[30]。
  - 9月30日 - 預金保険機構はイオン銀行が日本振興銀行および第二日本承継銀行の受け皿に決まったと正式発表した[31]。イオン銀行もこれを認めている[32]。
  - 12月5日 - 本店を千代田区神田司町二丁目7番地の日本振興ビルより千代田区神田美土代町5番地2の第2日成ビルへ移転。同居していた第二日本承継銀行神田営業部は同地に留まっている。
  - 12月26日 - 第二日本承継銀行、イオン銀行に売却。イオンコミュニティ銀行に改名[20]。
- 2012年（平成24年）
  - 2月22日 - 資本金を20億円に減資。
  - 3月16日 - 木村、銀行法違反で執行猶予付きの有罪判決。控訴せず確定。
  - 3月31日 - イオンコミュニティ銀行がイオン銀行に吸収合併され、消滅。
  - 9月10日 - 預金保険機構が日本振興銀行の解散と機構による管理の終了を発表。「日本振興清算」と改名し清算法人に移行し、弁済業務などを行う。
- 2014年（平成26年）12月15日 - 再生計画終結決定[33]。
- 2017年（平成29年）5月2日 - 清算結了。法人格消滅。

## 経営破綻による取引・関連企業への影響
経営破綻（倒産）
信用調査機関（帝国データバンク、東京商工リサーチ）による倒産速報では、「日本振興銀行関連の倒産」として扱われる。
- 中小企業保証機構
中小企業振興ネットワークの中核企業で日本振興銀行の融資に対する信用保証業を営んでいたが、2010年（平成22年）10月18日に民事再生手続開始[34]。
- ラ・パルレ
2010年（平成22年）10月5日 民事再生手続開始[35]。スピードパートナーズが民事再生スポンサーとなり、「ラ・パルレ」の事業は商標権を含めて同年9月に設立されたビューティーパートナーズに移管。
- カーフートライテック
システム開発会社で、振興銀の支援を受けていたが振興銀破綻に伴い予定されていた融資を受けられず2010年（平成22年）11月30日事業停止し自己破産の方針を表明[36]、2011年（平成23年）1月14日破産手続開始[37]
- 中小企業信用機構
日本振興銀行株式の減損処理のため8億円の債務超過に陥り、貸金業免許を維持できない可能性が出たため、継続企業の前提に疑義が持たれていたが[38]、2011年（平成23年）1月25日に民事再生法適用を申請を行い[39]。後にジャパンファイナンシャルソリューションズへ商号変更。
- ターンアラウンド債権回収
- 中小企業管理機構
- C&I Holdings
連結子会社が保有する中小企業保証機構株式の減損処理により2011年度四半期決算で債務超過になる虞がある旨発表[40]。2012年（平成24年）3月16日、民事再生手続開始決定[41]。
- NISグループ
日本振興銀行破綻による損失計上のため債務超過に陥り、貸金業免許を維持できなくなったため貸金業を廃止[42]。2012年（平成24年）5月17日、民事再生手続開始決定[43]。2012年（平成24年）11月に民事再生手続廃止並びに破産手続開始。2013年（平成25年）9月11日に破産手続結了[44]。
- フーディーズ
外食フランチャイズチェーンの支援等を行う事業を手掛け、日本振興銀行グループの貸金業者、中小企業飲食機構や中小企業保証機構等が株主となり中小企業振興ネットワークに参加していたものの、振興銀の破綻に伴い後ろだてを失い、資金繰りが悪化し、債権者から破産申し立てを受け、2012年（平成24年）8月31日に破産手続開始決定[45]。
- インデックス・ホールディングス
2010年（平成22年）8月期決算で中小企業振興ネットワーク関係の保有株式の減損処理などにより大幅な赤字を出し経営再建に迫られる[46]。循環取引による粉飾決算発覚もあり、2013年（平成25年）6月27日 負債額245億円で民事再生手続を申立て[47]、同年7月4日に民事再生手続開始。セガが民事再生スポンサーとなり、同年11月1日付でセガの子会社であるセガドリームへ全事業を譲渡し、セガドリームはインデックス（新会社、後にアトラス（新社）とインデックス（2代目、後のiXIT）へ会社分割）へ商号変更[48][49][50][51][52]。旧・インデックスそのものは2014年（平成26年）4月30日に民事再生手続廃止決定を受け、2014年（平成26年）7月31日に破産手続開始。2016年（平成28年）8月3日に破産手続結了[53]。
- ネオラインキャピタル
日本振興銀行破綻により多額の焦げ付きが発生し、過払い金関連の訴訟を多数起こされた。2012年（平成24年）1月31日にクロスシードに社名を変更してネオラインホールディングスを離脱していたものの、同年9月17日に債権者から破産を申し立てられ、2013年（平成25年）12月26日破産手続開始[54][55]。2016年1月20日に破産手続結了。
- フェアパートナー
中小企業振興ネットワークの企業に対するITシステム開発を行う、中小企業IT支援機構の商号で2008年（平成20年）に設立された企業であったが、提携先のトランスデジタルが破綻し、さらに振興銀の破綻に伴い、取引先の破綻が相次ぎ、商号変更および業務縮小を行うも業務状況の悪化がとまらず特別清算に至る[56]。
- ヴィンテージ
ライブドアグループであったとき（当時の商号はライブドア不動産）のライブドア事件の影響に加え、同行の倒産により経営環境が悪化した結果、2014年（平成26年）9月25日に自己破産申請。同年10月3日破産手続き決定[57]。
- 関西フィナンシャル・ポート
- 日本フィナンシャル・ポート
- ウィンテグレータ
- セールスサポート・ファイナンス
- 店舗バンク
中小企業振興ネットワークの企業に対する融資を行っていたが、日本振興銀行破綻の影響で事業継続が困難となり、2014年（平成26年）5月28日に破産手続開始[58]。
- ファイブフォース
中小企業サービス機構の名前で中小企業振興ネットワーク加盟企業として中小企業に対する投資を行っており、2009年（平成21年）3月にはゴンゾロッソを買収していたが、日本振興銀行破綻後、ゴンゾロッソの株式をアトラス（旧社）へ売却して以降事業継続が困難となり、2014年（平成26年）9月30日に特別清算開始決定[59]。
- エフエルワイ
旧社名：中小企業レジャー機構。アトラス（旧社）から分社化したNEWSの株式を取得してアミューズメント施設を運営していたが、日本振興銀行破綻の影響で事業継続が困難となり、2015年（平成27年）4月22日特別清算開始決定[60][61]。NEWS自体は2014年（平成26年）2月にレジャラン（初代）傘下に入り、2016年（平成28年）4月にレジャラン（初代）を吸収合併した上でレジャラン（2代目）へ商号変更。
- エーオーエス
旧社名：中小企業農業機構。農業ビジネスを行う中小企業振興ネットワーク加盟企業への支援を行っていた。日本振興銀行の法人格消滅後も法人自体は残っていたが、2017年（平成29年）7月19日に破産手続開始決定[62]。
- 武蔵商事
旧社名：中小企業レンタル機構。オフィス用の空調機器のリースを中小企業振興ネットワーク加盟企業へ行っていた。日本振興銀行の法人格消滅後も法人自体は残っていたが、2019年（令和元年）11月6日に破産手続開始決定[63]。

連鎖的に財務状況が悪化した企業
- ジー・コミュニケーション
実質上メインバンクとしていたが事業売却等の事業再構築が必要となった[64]。

## 商品概要

### 個人向け
個人向けには、通信販売型の定期預金のみ提供されている。これは、オリックス信託銀行（後のオリックス銀行）のダイレクト預金に類似する商品である。
取り寄せた申込書に必要事項を記入・捺印して本人確認書類を添付の上返送すると、預金者個々に三菱東京UFJ銀行の振込専用支店に開設された銀行名義の口座が通知される。銀行への入金が確認でき次第、定期預金口座が作成され、それ以降は毎年4月・10月のステートメントが定期的に送付される（満期の通知は原則行わない）。振込手数料は預金者負担である（ただし、テレホンバンキングを除く三菱東京UFJダイレクト利用時や、三菱東京UFJ銀行の個人名義のキャッシュカードを利用した自行ATMないしは3大コンビニATMでの平日時間内の振込の場合等は、無料である）。
各地の店舗へ予約すれば、店舗での手続きも可能だが、この場合は、本人確認書類、利息あるいは満期解約金の受取用口座が確認できるもの（通帳・キャッシュカード等）の原本、届出印を持参する必要がある。この場合でも、その場で資金を預けることはできず、店舗で呈示される振込用口座番号への振込で資金の預入を行う。
申込は50万円以上の資金の預入が必要。満期時の取扱は元利自動継続、元金自動継続から選択する。解約時の預金全額ないしは元金継続時の利息を受け取るための、預金者名義の他行（三菱UFJ銀行以外でも可）の振込先口座番号等の記載が必要である（追加預入で、同じ口座に入金を希望する場合は省略可能）。ゆうちょ銀行の通常貯金・通常貯蓄貯金での受取を希望する場合は、他行からの振込に使う、読替用の店名・預金科目・口座番号を記載すれば対応可能であり、当該内容が印字された通帳見開きページのコピー添付が必要である。ただし、振替口座については、様式に「当座預金」の科目の欄がないが、「その他」という欄があるので、ここへ「当座預金」と記入することで対応可能と思われる。
満期時の元金自動継続時の利息および解約時の元金等の振込入金に関わる手数料は、日本振興銀行側の負担となるため、預金者の負担はない。
2009年（平成21年）10月13日より、「振興ダイレクト」の名称で、インターネット経由での申し込みが可能な定期預金の発売を開始している。このほか、開始時期は不明だが積立預金も提供開始されている。
2012年（平成24年）3月31日（イオンコミュニティ銀行がイオン銀行に合併された日）に新規預け入れを終了した。イオン銀行ATMではこの定期預金に関わる取引ができない。

## 店舗
大阪・神戸にも店舗を出店し、店舗開設を急速に推し進め、2009年（平成21年）までに全国47都道府県全てに1店舗以上を設置し、105店舗を擁するまでに至った。
2010年（平成22年）8月30日時点で全都道府県に計116店舗を持っていた。2011年（平成23年）4月25日以降の店舗は、第二日本承継銀行神田営業部と併設される形となった本店のみとなっている。
御茶ノ水分室（後に、神田店に統合され、廃止されている）を除く各店舗に便宜上支店コードは付加されているものの、口座店は千代田区神田美土代町の本店1店舗のみである（かつては、大手町 → 神田司町に所在）。

## 問題点

### 会長親族会社に対する情実融資報道
- 2006年（平成18年）1月1日 - 木村剛会長の親族会社に対する不明朗な融資を『朝日新聞』（朝日新聞社）が報道
- 2006年（平成18年）1月30日 - 不明朗な融資について『朝日新聞』（朝日新聞社）が再度報道
- 2006年（平成18年）1月30日 - 日本振興銀行は「法令に違反する融資はしていない」ので、記事の訂正などを求めて朝日新聞社を提訴すると発表
- 2006年（平成18年）1月31日 - 日本振興銀行取締役会が提訴内容、時期を決定すると発表。

しかし結局訴えを提起することはなかった。

### 所得税の申告漏れ
- 東京国税局の税務調査により、2008年度3月期から2010年度3月期までの2年間にわたり、約12億円の所得隠しを指摘されていたことが、2012年（平成24年）2月に発覚した。一部は経理ミスによる申告漏れとされたが、多くで関係企業に対し資金移転を業務委託費名目で行っており、意図的な所得隠しに当たると認定された[66]。

## イメージキャラクター
- イメージキャラクターにハクション大魔王を起用していた。

## 提供番組
- 2010年（平成22年）4月 - 5月、TBSラジオで『日本振興銀行 presents 木村剛のGOGOトーク!』という番組を提供していた。